# 济南域潇集团
济南域潇集团有限公司，简称济南域潇集团，一家总部设在中国山东济南、创建于1995年的国际化矿业公司。

## 历史
1995年，济南商人吴涛与妻子创建济南域潇。2001年，该公司开始涉足房地产业。随着中国政府对房地产业加强宏观调控。2006年，吴涛将该公司的主营业务转向矿产资源。
2006年，吴涛先后考察南非、博茨瓦纳等非洲国家后决定重点投资莫桑比克。2007年，该公司在莫桑比克先后先后投资设立非洲长城矿业开发有限公司、海域（莫桑比克）矿业有限公司，成为第一个在莫桑比克从事矿业的中国民企。2011年，非洲长城矿业开发有限公司正式获得莫桑比克矿业部颁发的锆钛矿采矿证。